# Iliciovca, Drochia
Iliciovca (Dragoș Vodă) este un sat din cadrul comunei Șalvirii Vechi din raionul Drochia, Republica Moldova.

## Demografie

### Structura etnică
Structura etnică a satului conform recensământului populației din 2004:
| Grup etnic         | Populație | % Procentaj |
| ------------------ | --------- | ----------- |
| Moldoveni / Români | 210       | 92,92%      |
| Ucraineni          | 11        | 4,87%       |
| Ruși               | 3         | 1,33%       |
| Alții              | 2         | 0,88%       |
| Total              | 226       | 100%        |